# Fabrizio Colonna (condottiero)
Fabrizio Colonna (1525 – Viadana, 24 agosto 1551) è stato un condottiero italiano.

## Biografia

Stemma della famiglia Colonna

Era figlio primogenito di Ascanio I Colonna e di Giovanna d'Aragona.
Seguì giovanissimo il padre nella guerra scatenata contro papa Paolo III, che spogliò il Colonna delle sue terre nel 1541. Fabrizio passò dalla parte dell'Impero di Carlo V e partecipò all'assedio di Parma nel giugno del 1551 contro Ottavio Farnese, a fianco del suocero Ferrante I Gonzaga. Colpito durante l'assedio, morì a Viadana il 24 agosto dello stesso anno.

## Discedenza
Sposò in prime nozze nel 1548 Ippolita Gonzaga, figlia di Isabella di Capua e Ferrante I Gonzaga, conte di Guastalla. Senza discendenza. Ippolita nel 1554 si risposò con il duca di Mondragone Antonio Carafa.